# النكبة مستمرة
النكبة المستمرة هو مصطلح يستخدم لوصف "النكبة" الفلسطينية التي ما زالت مستمرة في أعقاب الحرب العربية الإسرائيلية عام 1948 وما تلاها من طرد وتهجير للفلسطينيين. ظهرت العبارة في أواخر التسعينيات، ويُنسب استخدامها لأول مرة على نطاق واسع إلى حنان عشراوي، التي أشارت إليها في خطاب ألقته في المؤتمر العالمي ضد العنصرية 2001. تم تبني المصطلح لاحقًا من قبل باحثين مثل جوزيف مسعد وإلياس خوري. كإطار فكري، تعكس رواية "النكبة المستمرة" تصور التجربة الفلسطينية ليس كسلسلة من الأحداث المنعزلة، ولكن باعتبارها "تجربة مستمرة من العنف والسلب"، أو كما أطلق عليها آخرون، "الفقدان المتكرر" للشعب الفلسطيني.

## المفهوم
ظهرت عبارة "النكبة المستمرة" في أواخر التسعينيات وأوائل عام 2000 كجزء من الإطار السردي للتعبير عن "الشعور بالركود والتاريخية المعلقة" في تجربة نزع الملكية الفلسطينية خلال القرن الماضي. ومن العوامل التي ساهمت في ترسيخ هذه الرواية "تحول منظمة التحرير الفلسطينية من المقاومة المناهضة للإستعمار إلى فن الحكم"، فضلاً عن فشل اتفاقيات أوسلو لعام 1993 في تحقيق دولة فلسطينية مستقلة. وكان أيضًا رد فعل على تطبيع العنف الذي يتعرض له الفلسطينيون، سواء داخل إسرائيل أو في الضفة الغربية.
يُنسب الإستخدام الأول لمصطلح "النكبة المستمرة" إلى الباحثة والناشطة الفلسطينية السياسية حنان عشراوي في كلمتها في مؤتمر الأمم المتحدة العالمي لمكافحة العنصرية والتمييز العنصري وكره الأجانب وما يتصل بذلك من تعصب عام 2001. خلاله، أشارت عشراوي إلى الشعب الفلسطيني على أنه "أمة في الأسر محتجزة كرهينة لنكبة مستمرة، بإعتباره التعبير الأكثر تعقيدًا وانتشارًا عن استمرار الإستعمار والفصل العنصري والعنصرية والإيذاء".
وشهد المصطلح بعد ذلك استخدامًا متقطعًا للغة الإنجليزية والعربية حتى عام 2008، عندما أوضح جوزيف مسعد المفهوم بمزيد من التفصيل في مقال في صحيفة الأهرام ويكلي في عام 2008، محددًا النكبة كعملية مستمرة بدلاً من حدث وقع سنة 1948. قال مسعد إن الفلسطينيين لم يكونوا يعيشون في "عالم ما بعد النكبة"، لكنهم يعيشون (ويقاومون) النكبة باعتبارها "حقبة تاريخية مستمرة".
كرر إلياس خوري الأمر في مقال نشر عام 2012 باللغتين العربية والإنجليزية، حيث قدم "النكبة المستمرة" على أنها "نظام عنف مادي" و"معركة مستمرة للتفسير، نظام يهدف إلى إسكات ومحو القصة الفلسطينية بنقلها إلى الماضي".
يصف شير ألون (Shir Alon) "النكبة المستمرة" بأنها "وسيلة لفهم الحاضر التاريخي الفلسطيني" التي "تعيد تشكيل معنى طرد 1948، بدلاً من الصدع الصادم الذي يؤذن بفترة جديدة، فإنه يفترض النكبة كعملية مستمرة وتجربة مستمرة من العنف والسلب".
كإطار عمل، فإن "سرداً تاريخياً حديثاً نسبيًا يمكن من خلاله إستيعاب عقود من الإستعمار الإستيطاني الصهيوني ونزع الملكية للفلسطينيين"، والتي، وفقًا لألون، تحل محل النكبة والنكبة اللاحقة ("نكسة 1967، أو مزيد من التهجير) السرد والنضال التحريري المناهض للإمبريالية.
كنموذج ناشئ، فإن الشعور بـ "النكبة المستمرة" يتوافق أيضًا مع ما وصفه إسماعيل ناشف ب"الفقدان المتكرر" للفلسطينيين.
يشير إيلان بابي إلى المصطلح في خاتمة مقاله "كل يوم شر في فلسطين: المنظر من لوسيفر هيل (Everyday Evil in Palestine: The View from Lucifer's Hill)، الذي يفحص الأحداث اليومية لـ "الاستعمار المتزايد والتطهير العرقي والقمع" في فلسطين من منظور الأحداث في مسافر يطا. ويشير إلى أن هذه "الكارثة المستمرة للفلسطينيين" كثيرًا ما يشار إليها اليوم أيضًا من قبل الفلسطينيين أنفسهم على أنها "النكبة المستمرة".

## تجسيدات سردية
إحدى الطرق الرئيسية التي يُفهم من خلالها أن النكبة عملية مستمرة ومتواصلة لنزع الملكية هي استمرار "العنف الاستعماري الاستيطاني الصهيوني" حتى يومنا هذا، بعد سبعين عامًا من العنف الذي دفع في الأصل مئات الآلاف من الفلسطينيين للخروج من أراضيهم.
تتساءل رنا بركات عما يعنيه ذلك بالنسبة للقرى العربية التي دمرت عام 1948 ولا تزال تعيش في الذكريات التي خلقت بين النازحين من نفس العملية التدميرية الجارية. وتشير إلى أنه مع النكبة، أصبحت القيمة الرمزية لـ "ماضٍ ضائع" ليس فقط رواية مستوطنين، بل أصبحت الآن تأطيرًا للتجربة الفلسطينية.
تُعطي بركات مثالاً لقرية لفتا، وهي قرية عربية مهجورة لم تدمر ولا يعاد إعمارها منذ عام 1948، كواحدة تجسد روايات الماضي والحاضر، مشيرة إلى أن لفتا ليست مجرد رمز ثابت لرغبة المستوطنين في التصالح مع الماضي ولكنه أيضًا رمز نشط للفلسطينيين الذين نجوا (أو لم ينجوا) من هذا الماضي اللامتناهي - النكبة المستمرة".
وصف باحثون في المعهد الأسترالي للشؤون الدولية النكبة بأنها "نقطة انطلاق تاريخية لتجارب لا تزال مستمرة من الاحتلال والنفي"، وربطوا الطبيعة المستمرة للنكبة مباشرة بطبيعة الدولة الإثنو قومية في إسرائيل، مشيرين إلى أن "الاستعمار الاستيطاني" ليس حدثًا؛ بل هو هيكل يتجلى في دورات من العنف والتهجير ونزع ملكية السكان المحليين الأصليين . يتم الحفاظ على الهيكل الاستعماري الاستيطاني لإسرائيل من خلال السعي المستمر للسيطرة - وفي بعض الأحيان - القضاء على السكان الأصليين في فلسطين".
ارتبط مصطلح "الكارثة المستمرة" أيضًا بتجربة الفلسطينيين في بيئات المخيمات التي أعيد توطينها، حيث لا يزال يُنظر إلى النكبة على أنها ظاهرة لا تتوقف أبدًا. لقد اضطلعت بدور "الأسطورة الوطنية المعكوسة، شخصية الانهيار"، التي يستمر تأثيرها في تآكل حياة النازحين.
أشارت كرمة النابلسي إلى أنه بسبب "الطبيعة القاسية والديناميكية للكارثة" والتجربة اليومية للنكبة، فإن "المحاولات الحالية لتدمير المجتمع الفلسطيني اليوم تربط هذا الجيل مباشرة بالجيل الأكبر سناً، وتربط النفي إلى جوهر سياسات الجسد الفلسطيني". لاحظت النابلسي في عام 2006 أن السنوات السابقة "شهدت مرحلة تسارع عنيف في عملية محاولة التدمير هذه" والتي لم تؤد إلا إلى تعزيز الشعور باستمرار النكبة.
يتمثل أحد الجوانب المركزية للنكبة المستمرة في "التهجير القسري الممنهج والمستمر والتعسفي للفلسطينيين"، بما في ذلك ما وُصف بأنه عزل السكان الفلسطينيين من خلال عمليات نقل ومصادرة الأراضي والحبس "قدر الإمكان لأولئك الذين بقوا في أصغر مساحة ممكنة من الأرض". أحد الأمثلة على ذلك هو قيام إسرائيل بإنشاء سبع "معسكرات إعتقال" لبدو النقب الفلسطينيين، والتي كانت جنبًا إلى جنب مع سياسة حكم 45 مجتمعًا آخر (اعتبارًا من عام 2008) غير شرعي والضغط على سكانها (في بعض الأحيان بعنف) للإنتقال إلى معسكرات الإعتقال.

### المعلومات الكاملة للمراجع
- Alon، Shir (2019). "No One to See Here: Genres of Neutralization and the Ongoing Nakba". Arab Studies Journal. جامعة جورجتاون. ج. 27 ع. 1: 91–117. مؤرشف من الأصل في 2023-01-18.
- Ashrawi، Hanan (2002). "Racism, Racial Discrimination, Xenophobia, and Related Intolerances". Islamic Studies. الجامعة الإسلامية العالمية (إسلام آباد). ج. 41 ع. 1: 97–104. JSTOR:20837166. مؤرشف من الأصل في 2022-12-19.
- Barakat، Rana (2018). "Lifta, the Nakba, and the Museumification of Palestine's History". Native American and Indigenous Studies. ج. 5 ع. 2: 1–15. DOI:10.5749/natiindistudj.5.2.0001. JSTOR:10.5749/natiindistudj.5.2.0001. S2CID:166652210. مؤرشف من الأصل في 2022-12-19.
- Dunning، Tristan؛ Iqtait، Anas (15 مايو 2020). "Palestine's ongoing Nakba". Australian Outlook. Australian Institute of International Affairs. مؤرشف من الأصل في 2023-05-01.
- Jamjoum، Hazem (2008). Gaza: The Latest Chapter in a Sixty-Year Nakba (PDF). مركز بديل. ص. 2–4. مؤرشف من الأصل (PDF) في 2023-01-07. {{استشهاد بكتاب}}: |عمل= تُجوهل (مساعدة)
- Khoury، Elias (2012a). "Al-Nakba al-Mustamirra" [The Continuous Nakba]. Majallat Al-Dirasat Al-Filastiniyya. مؤسسة الدراسات الفلسطينية. ج. 89: 37–50. مؤرشف من الأصل في 2022-12-21.
- Khoury، Elias (2012b). "Rethinking the Nakba". Critical Inquiry. جامعة شيكاغو. ج. 38 ع. 2: 250–66. DOI:10.1086/662741. JSTOR:662741. S2CID:162316338.
- Kublitz، Anja (2016). "The Ongoing Catastrophe: Erosion of Life in the Danish Camps". Journal of Refugee Studies. دار نشر جامعة أكسفورد. ج. 29 ع. 2: 229–249. DOI:10.1093/jrs/fev019.
- Massad، Joseph (16 مايو 2008). "Resisting the Nakba". الأهرام ويكلي. Al-Ahram Publishing House. مؤرشف من الأصل في 2023-05-01.
- Nabulsi، Karma (2006). Mac Allister، Karine (المحرر). From Generation to Generation (PDF). مركز بديل. ص. 12-18. مؤرشف من الأصل (PDF) في 2023-01-07. {{استشهاد بكتاب}}: |عمل= تُجوهل (مساعدة)
- Nashif، Esmail (2013). "Mawt al-Nas" [Death of the people]. Majallat Al-Dirasat Al-Filastiniyya. مؤسسة الدراسات الفلسطينية. ج. 96: 96–117. مؤرشف من الأصل في 2022-12-21.
- Pappé، Ilan (2021). "Everyday Evil in Palestine: The View from Lucifer's Hill". Janus Unbound: Journal of Critical Studies. جامعة ميموريال في نيوفاوندلاند. ج. 1 ع. 1: 70–82. ISSN:2564-2154. مؤرشف من الأصل في 2022-12-19.

## للاستزادة
- AbuZavyad، Ziad (2017). "After 50 years of occupation, it is time for justice and peace: If not sharing the state, then a fair sharing of the land". Israel Journal of Politics, Economics, and Culture. ج. 22 ع. 2: 34–43. بروكويست 1908322831. مؤرشف من الأصل في 2023-05-04. {{استشهاد بدورية محكمة}}: templatestyles stripmarker في |المعرف= في مكان 1 (مساعدة)
- Al-Issa، Ferdoos Abed Rabo (2020). "Psychological Resilience among Palestinian Adolescent Ex-detainees in Israeli Jails". Bethlehem University Journal. ج. 37: 85–104. DOI:10.13169/bethunivj.37.2020.0085.
- Franklin، Cynthia G. (2017). "Against Erasures: Why Life-Writing Scholars Should Address the Nakba". A/B: Auto/Biography Studies. ج. 32 ع. 2: 311–314. DOI:10.1080/08989575.2017.1288958.
- Khader، Jamil (2019). "Dystopian dark tourism, fan subculture and the Ongoing Nakba in Banksy's Walled Off heterotopia (chapter 10)". في Isaac، Rami K.؛ Çakmak، Erdinç؛ Butler، Richard (المحررون). Tourism and Hospitality in Conflict-Ridden Destinations. Routledge. ISBN:9780429872013.
- Khoury، Elias (2022). "Finding a New Idiom: Language, Moral Decay, and the Ongoing Nakba". Journal of Palestine Studies. ج. 51 ع. 1: 50–57. DOI:10.1080/0377919X.2021.2013024.
- Sayigh، Rosemary (2013). "On the Exclusion of the Palestinian Nakba from the "Trauma Genre"". Journal of Palestine Studies. ج. 43 ع. 1: 51–60. DOI:10.1525/jps.2013.43.1.51.
- Wermenbol، Grace (2017). A battlefield of memory : the Nakba and the Holocaust as exclusive victimhood narratives (Thesis). مؤرشف من الأصل في 2023-02-01.
- Wermenbol، Grace (2018). "Preserving the Part, Mobilizing the Past: The Nakba as a Prospective Media Realm" (PDF). Arab Media & Society ع. 25: 51–89. مؤرشف من الأصل (PDF) في 2023-01-07.
- Zubi، Himmat (2018). "The ongoing Nakba: urban Palestinian survival in Haifa (chapter 8)". في Abdo، Nahla؛ Masalha، Nur (المحررون). An Oral History of the Palestinian Nakba. Bloomsbury Publishing. ISBN:9781786993519.

## روابط خارجية
- - مفهومان لنكبة فلسطين عام 48
  - Shalhoub-Kevorkian, Nadera (2020). The Nakba Law and the Ongoing Nakba (video submission). 7th Annual Conference on Genocide.
  - Mac Allister, Karine (2006). Ongoing Nakba. Al-Majdal (magazine). Issue 29. BADIL Resource Resource Center for Palestinian Residency & Refugee Rights.
  - Jamjoum, Hazem (2008/2009). Palestine’s Ongoing Nakba. Al-Majdal (magazine). Issue 39/40. BADIL Resource Resource Center for Palestinian Residency & Refugee Rights.